# BHS-PL Beton Bornholm
Das Team BHS-PL Beton Bornholm ist ein dänisches Radsportteam mit Sitz in Rønne.

## Geschichte
Das Team wurde 2010 gegründet, seit der Saison 2015 ist es im Besitz einer Lizenz als UCI Continental Team. Titelsponsor war bis 2019 Almeborg, ein Hersteller von Hubwagen. Bornholm ist die dänische Insel, auf der sich der Heimatort des Teams Rønne befindet. Als zweiter Titelsponsor ist BHS Logistics, ein auf Bornholm beheimatetes Logistikunternehmen aktiv.
Zur Saison 2020 reduzierte Almeborg das Sponsoring, die Rolle als Titelsponsor übernahm PL Beton,  ein Hersteller von Betonfertigteilen auf der Insel Bornholm.

## Saison 2025
Mannschaft
| Teamkader 2025          | Teamkader 2025    | Teamkader 2025      | Teamkader 2025                         |
| Name                    | Geburtsdatum      | Land                | Vorheriges Team                        |
| ----------------------- | ----------------- | ------------------- | -------------------------------------- |
| Mikkel Øritsland        | 25. Juli 1995     | Dänemark            | CO:PLAY-Giant Store (2023)             |
| Martin Szokody          | 4. April 1999     | Königreich Dänemark | Give Elementer (2023)                  |
| Victor Grue Enggaard    | 16. Juni 2001     | Dänemark            | ColoQuick (2023)                       |
| Daniel Stampe           | 27. Juli 1996     | Dänemark            | Airtox-Carl Ras (2024)                 |
| Jacob Schebye           | 23. August 2000   | Königreich Dänemark | Give Elementer (2023)                  |
| Andreas Brandt Aidel    | 8. April 1996     | Dänemark            | Herning CK Elite Biemme Danmark (2022) |
| Boas Lysgaard           | 22. November 2004 | Dänemark            | Team BACH Advokater-CEC Junior (2022)  |
| Andreas Krogh Jensen    | 26. Februar 2005  | Königreich Dänemark | Team Mascot Workwear (2023)            |
| Marcus Sander Hansen    | 25. August 2000   | Dänemark            | Uno-X Mobility (2024)                  |
| Emil Schandorff Iwersen | 15. August 2002   | Dänemark            | Gallina-Ecotek-Lucchini (2023)         |
| Asger Røjbek Sørensen   | 14. April 2003    | Dänemark            | Bornholms Cycle Club (2023)            |
| Victor Johannsen        | 2. Juli 2006      | Königreich Dänemark | Team Mascot Workwear (2024)            |
| Martin Toft Madsen      | 20. Februar 1985  | Dänemark            | Lyngby Cycle Club (2011)               |
| Niklas Larsen           | 22. März 1997     | Dänemark            | Uno-X Mobility (2024)                  |
|                         |                   |                     |                                        |
| Quelle: ProCyclingStats |                   |                     |                                        |

Erfolge
| Siege    | Siege              | Siege    | Siege         | Siege                | Siege |
| Datum    | Rennen             | Staat    | Klasse        | Sieger               |       |
| -------- | ------------------ | -------- | ------------- | -------------------- | ----- |
| 29. Mär. | DCU Cup, 1. Etappe | Dänemark | DCU licensløb | Marcus Sander Hansen |       |

## Erfolge als Continental Team
| Rennserie                 | 2015 | 2016 | 2017 | 2018 | 2019 | 2020 | 2021 | 2022 | 2023 | 2024 |
| ------------------------- | ---- | ---- | ---- | ---- | ---- | ---- | ---- | ---- | ---- | ---- |
| UCI ProSeries             | -    | -    | -    | -    | -    | -    | -    | -    | -    | -    |
| UCI Continental Circuits  | -    | 1    | 2    | 5    | 1    | -    | 1    | 2    | -    | -    |
| nationale Meisterschaften | -    | 1    | 1    | 1    | -    | -    | 1    | 1    | -    | -    |

## Platzierungen in UCI-Ranglisten
Platzierungen in der UCI-Weltrangliste
| World Ranking | World Ranking | World Ranking                   | World Ranking |
| Jahr          | Teamwertung   | Einzelwertung                   |               |
| ------------- | ------------- | ------------------------------- | ------------- |
| 2016          | —             | Martin Toft Madsen (414. )      |               |
| 2017          | —             | Martin Toft Madsen (320. )      |               |
| 2018          | —             | Rasmus Christian Quaade (200. ) |               |
| 2019          | 99.           | Christoffer Lisson (471. )      |               |
| 2020          | 116.          | Mads Rahbek (811. )             |               |
| 2021          | 76.           | Martin Toft Madsen (533. )      |               |
| 2022          | 87.           | Adam Holm Jørgensen (664. )     |               |
| 2023          | 175.          | Nikolaj Mengel (1891. )         |               |
| 2024          | 172.          | Tobias Hansen (1140. )          |               |
|               |               |                                 |               |
| Quelle: UCI   |               |                                 |               |

UCI Europe Tour
| Saison | Mannschaftswertung | Fahrerwertung                 |
| ------ | ------------------ | ----------------------------- |
| 2016   | 54.                | Martin Toft Madsen (268.)     |
| 2017   | 57.                | Martin Toft Madsen (147.)     |
| 2018   | 29.                | Rasmus Christian Quaade (72.) |